# Allan Bérubé

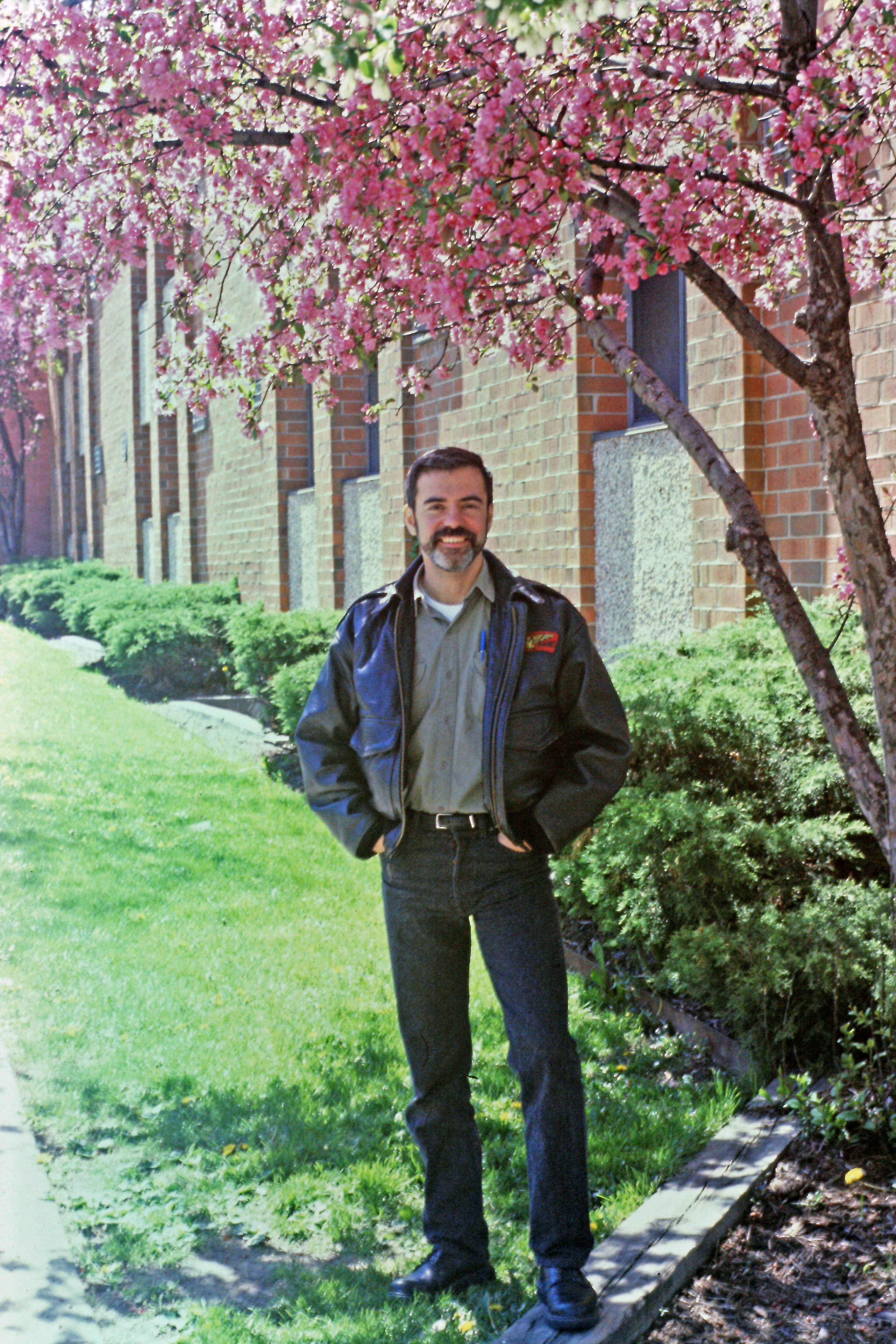
Allan Bérubé 1990

Allan Bérubé (* 3. Dezember 1946 in Springfield, Massachusetts; † 11. Dezember 2007 in Liberty, New York) war ein US-amerikanischer Historiker und Autor.

## Leben
Bérubé besuchte die Mount Hermon School for Boys (gegenwärtige Northfield Schools) in Mount Hermon, Massachusetts. Danach war er von 1964 bis 1967 an der University of Chicago mit dem Hauptfach Anglistik immatrikuliert, ohne einen Abschluss zu machen. In den 1960er Jahren engagierte er sich gegen den Vietnamkrieg und hatte in seiner Studentenzeit sein Coming-out. Bérubé zog an die Westküste Amerikas nach San Francisco. Dort beteiligte er sich an dem Aufbau des San Francisco Lesbian and Gay History Project. Er schrieb mehrere Werke zum Thema „Geschichte der Homosexualität“. In den 1990er Jahren lebte er in Manhattan und engagierte sich in den Organisationen Queer Nation, Out/Look und Sex Panic! Mit seinem Lebensgefährten John Nelson lebte er später in Liberty, New York, wo er 2007 an Magenkrebs verstarb.

## Werke (Auswahl)
- Coming Out Under Fire: The History of Gay Men and Women in World War Two, Free Press, 1990
- My Desire for History: Essays in Gay, Community, and Labor History, University of North Carolina Press, 2011

## Preise und Auszeichnungen (Auswahl)
- Community Service Award, Bay Area Physicians for Human Rights 1990
- Distinguished Achievement Award, Monette-Horwitz Trust 2001
- Lambda Book Award für bestes Gay Male Sachbuch 1990 und 1991
- Outstanding Book Award, Gustavus Myers Center for the Study of Human Rights in the United States 1991
- MacArthur Fellowship 1996–2001